# ميخائيل هاتشر
ميخائيل هاتشر (بالإنجليزية: Michael Hatcher)‏ هو عالم آثار بريطاني، ولد في 1940 في إنجلترا في المملكة المتحدة.